# The Pharmacist
Pour plus de détails, voir Fiche technique et Distribution.
The Pharmacist est un court-métrage américain réalisé par Arthur Ripley et sorti en 1933.
Il a été produit par Mack Sennett et écrit par W. C. Fields.

## Synopsis
Mr. Dilweg, un pharmacien épuisé mais stoïque, tente de jongler avec une vie accablante, supportant une épouse autoritaire, des filles égocentriques et une clientèle exigeante. Pour faire face à son quotidien frustrant, il trouve du réconfort dans des martinis fréquents tout en vendant discrètement de l’alcool de contrebande pour maintenir son commerce à flot—malgré la surveillance du shérif local.
Sa journée commence au poste de pompiers où il joue aux cartes avant de rentrer chez lui pour un dîner familial chaotique. Sa fille cadette, Ooleota, fait des caprices, tandis que son aînée, Priscilla, est absorbée dans une interminable conversation téléphonique avec son petit ami, Cuthbert Smith. Comme si sa vie de famille n’était pas assez éprouvante, sa pharmacie devient le théâtre d’un défilé d’interruptions absurdes : un homme voulant acheter un simple timbre, un client commandant des pastilles contre la toux à cinq cents, une vieille dame cherchant des toilettes, un agent fédéral en quête d’alcool illégal, une cliente s’évanouissant, et enfin un bandit se réfugiant dans la boutique en plein échange de coups de feu avec la police.
Le chaos atteint son apogée lorsqu’un client distrait, utilisant le téléphone public, assomme accidentellement le malfrat avec le combiné. Dilweg présente alors le héros à sa famille, pour découvrir avec stupéfaction qu’il s’agit de Cuthbert Smith, le petit ami de sa fille. Ce film mêle comédie burlesque et satire sociale, dépeignant un pharmacien dépassé par les obligations familiales et professionnelles, tentant tant bien que mal de survivre à une journée d’une absurdité extrême.

## Fiche technique
- Réalisation : Arthur Ripley
- Scénario : W. C. Fields
- Producteur : Mack Sennett
- Production :  Mack Sennett Comedies
- Distribution : Paramount Pictures
- Photographie : Frank B. Good, George Unholz
- Durée : 19 minutes
- Date de sortie : 
  - États-Unis : 21 avril 1933

## Distribution
- W. C. Fields : Mr. Dilweg
- Marjorie Kane : Priscilla Dilweg
- Elise Cavanna : Mrs. Grace Dilweg
- Grady Sutton : Cuthbert Smith
- Lorena Carr
- Joe Bordeaux